# Prugovo (Požarevac)
Pour les articles homonymes, voir Prugovo.
Prugovo (en serbe cyrillique : Пругово) est un village de Serbie situé sur le territoire de la ville de Požarevac, district de Braničevo. Au recensement de 2011, il comptait 674 habitants.

## Démographie

### Évolution historique de la population
| 1948  | 1953  | 1961  | 1971  | 1981  | 1991  | 2002 | 2011 |
| ----- | ----- | ----- | ----- | ----- | ----- | ---- | ---- |
| 1 083 | 1 098 | 1 203 | 1 130 | 1 117 | 1 049 | 774  | 674  |

|  |